# Josh Hutcherson
Joshua Ryan Hutcherson (Union, Kentucky, 12 de outubro de 1992), mais conhecido como Josh Hutcherson, é um ator, produtor e diretor norte-americano. Josh começou sua carreira no início dos anos 2000 ao aparecer em vários comerciais, porém seu grande destaque veio ao protagonizar os filmes "ABC do Amor" e "Zathura: Uma Aventura Espacial", ambos de 2005.
Nos anos seguintes, Hutcherson conquistaria um maior reconhecimento ao atuar nas adaptações para o cinema dos filmes "Ponte para Terabítia", Viagem ao Centro da Terra", "Cirque du Freak: O Aprendiz de Vampiro" e, o recordista de bilheteria, "Jogos Vorazes". Com o papel de Peeta Mellark, Josh ganhou três MTV Movie Awards e um People's Choice Awards.
Em 30 de março de 2008, o natural de Kentucky ganhou um Young Artist Award, e também foi destaque em uma edição da Celebrity Teens do programa de sucesso da MTV, Cribs. Ao longo de sua carreira, Josh manifestou interesse em dirigir e produzir. Ele atuou como produtor executivo em "Detention", "The Forger" e "Escobar: Paraíso Perdido", enquanto também desempenhava um papel principal em cada filme.

## Biografia
Josh Hutcherson nasceu em Union, Kentucky, em 12 de outubro de 1992. É o filho mais velho de Michelle Fightmaster, ex-funcionária da Delta Air Lines, que atualmente auxilia na carreira de Josh, e Chris Hutcherson, analista da Agência de Proteção Ambiental dos Estados Unidos (EPA). Seus pais, que também nasceram e cresceram no Kentucky, conheceram-se no ensino médio em Dry Ridge. O ator tem um irmão mais novo chamado Connor. O interesse de Josh em atuar se desenvolveu quando criança, apesar das preocupações de seus pais sobre a profissão. Segundo o próprio ator, ele "amava a indústria do entretenimento" desde os quatro anos de idade, mas começou a fazer testes para papéis apenas em 2002, aos nove anos.
Hutcherson tem os filmes The Dark Knight, Talladega Nights e Transformers como alguns de seus filmes preferidos. Ele também é um grande fã do Cincinnati Bengals - seu time de futebol americano favorito. A maior parte da infância de Hutcherson foi passada em sets de filmagem, e não na sala de aula. Ele frequentou a New Haven Elementary School em Union até iniciar sua carreira aos nove anos de idade, quando passou a estudar em casa tendo sua mãe como professora. Mais tarde, ele retornou ao Kentucky para frequentar a Ryle High School por um semestre. Josh jogou no time de futebol da escola e é um entusiasta do esporte desde então, também exibindo uma paixão pelo futebol e tênis. Aos 13 anos, ele participou de um triatlo. Mais tarde, ele disse sobre suas experiências escolares: "Eu sei que é algo que as crianças têm que lidar todos os dias, mas acordam na mesma hora todos os dias e precisam ouvir os professores conversando sobre coisas que eu poderia aprender muito mais facilmente, eu odiava". Em 11 de agosto de 2007, ele participou de um GP de kart na Indy Racing League, IndyCar Series, Meijer Indy 300 na Kentucky Speedway.

## Carreira

### 2002–2010: Início da Carreira e Primeiros Papéis

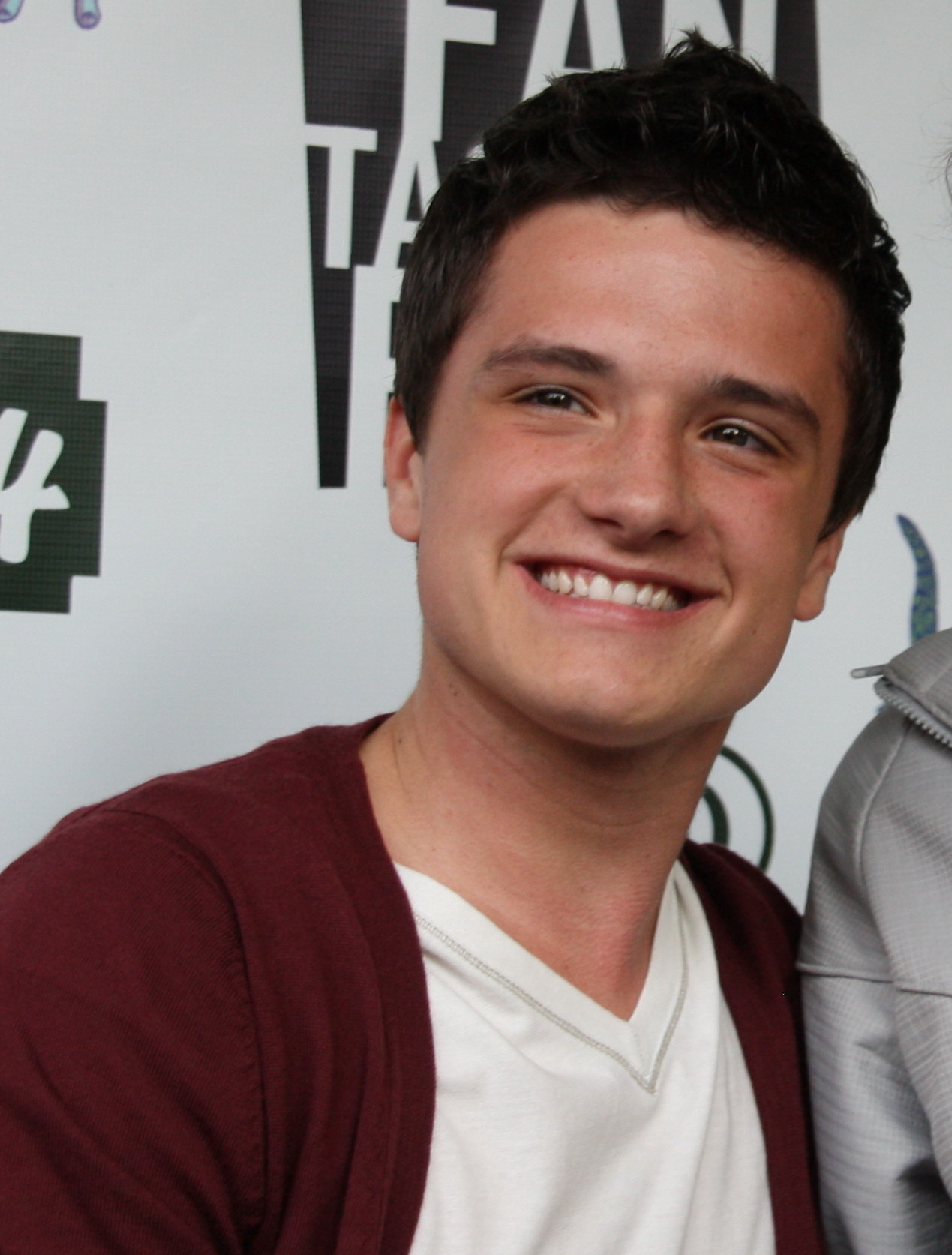
Josh na Fantastic Fest 2009.

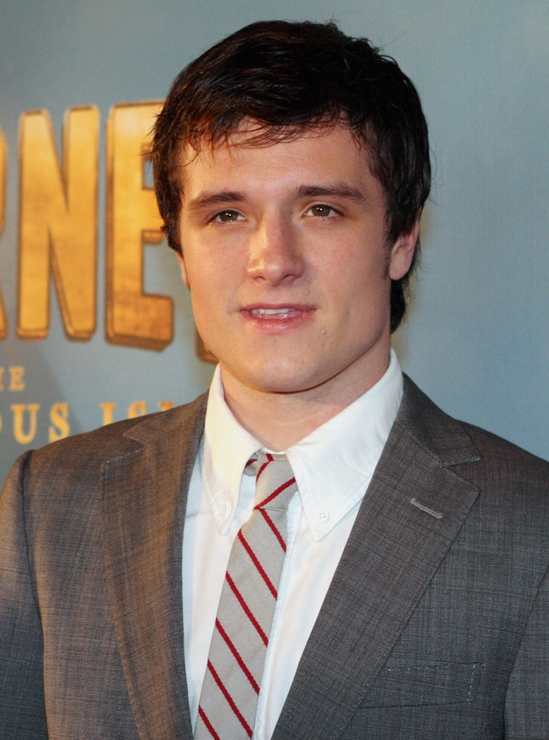
Hutcherson na premier de Viagem 2, em 2012.

Depois de se mudar para Hollywood em 2002, Hutcherson conseguiu seu primeiro papel importante ao interpretar Nicky Harper no episódio piloto de House Blend, seguido por um papel menor em um episódio da série ER e no episódio piloto de Becoming Glen. No ano seguinte, ele interpretou o papel principal de Charlie Logan no filme para televisão Miracle Dogs, que foi ao ar no Animal Planet e, em seguida, lançado direto em DVD. Mais tarde naquele ano, ele estrelou ao lado de Peter Falk e Tim Daly no filme para televisão Wilder Days, interpretando o neto de Falk que o acompanha em uma viagem turbulenta. Daly ficou impressionado com o jovem Hutcherson e comentando: "Ele é um garoto excepcional. Ele é um ator muito bom e muito inteligente e confiante em si mesmo". O próximo papel de Hutcherson foi no filme independente American Splendor, que ganhou o prêmio do grande júri no Festival de Cinema de Sundance. Em 2004, deu voz ao jovem Hero Boy no filme The Polar Express, que foi criado pela captura de movimentos de suas expressões faciais e movimentos corporais. Já em 2005, no filme de animação e fantasia Howl's Moving Castle, ele dublou o personagem Markl, trabalhando ao lado de dois outros personagens principais, Christian Bale e Billy Crystal. Todos os seus diálogos para o filme foram gravados em cerca de oito horas consecutivas.
Ainda em 2005, Hutcherson apareceu em vários filmes de Hollywood. Ele teve um papel pequeno na comédia de Will Ferrell, Papai Bate Um Bolão. Meses depois, deu vida ao fofo e apaixonado Gabe Burton no filme ABC do Amor, sendo esse o primeiro trabalho de Josh como protagonista. Stella Papamichael da BBC aprovou sua performance, dizendo que "a entrega de Hutcherson é perfeita, mostrando um instinto aguçado de humor modesto que faria até Woody Allen se sentir um pouco mais inadequado". Em seguida, protagonizou o filme Zathura: Uma Aventura Espacial, ao lado de Kristen Stewart e Jonah Bobo, sendo esse uns dos filmes que na época ele mais havia gostado de gravar por conta do número de efeitos especiais e acrobacias que ele estava envolvido. Com esse papel, Josh recebeu um Young Artist Awards de "Melhor Performance em um Filmel".
No ano seguinte, Hutcherson apareceu na comédia Férias no Trailer, como o filho do personagem de Robin Williams. Ele afirmou ter dificuldade para se concentrar durante a produção porque estava "rindo constantemente" da co-estrela Williams.  O filme não foi recebido favoravelmente pela crítica e pelo público; A Variety disse que o filme sofreu de "previsibilidade contundente e risos escassos". Com esse papel ele recebeu sua segunda indicação ao Young Artist Award, mas perdeu para Logan Lerman.
O papel decisivo de Hutcherson em sua carreira como ator infantil veio em 2007, quando ele interpretou Jesse Aarons no drama de fantasia Ponte Para Terabítia (2007). O filme foi rodado em locações na Nova Zelândia por três meses e meio. Sobre as filmagens, Josh disse: "Foi uma experiência incrível. Não fica mais bonita do que isso. Havia praias em todos os lugares e todos os tipos de florestas. Fizemos pequenas viagens rodoviárias em todos os lugares e nos divertimos muito". A autora, Ann C. Paietta, descreve seu personagem Jesse Aarons como "um menino introvertido com quatro irmãs, uma família com dificuldades financeiras e um verdadeiro talento para o desenho", cuja vida muda quando Leslie Burke (interpretada por AnnaSophia Robb) chega, fazendo com quem ele crie um mundo utópico imaginário. Anne Hornaday, do The Washington Post, considerou seu elenco "um ajuste perfeito" e elogiou como ele retratou o "temperamento sensível e artístico" de seu personagem; enquanto Miriam Di Nunzio do Chicago Sun-Times observou a química entre Hutcherson e Robb, referindo-se a eles como uma "dupla dinâmica". Josh ganhou seu segundo prêmio Young Artist Award de "Melhor Performance em um Longa-Metragem" pelo filme.
O próximo papel de Hutcherson foi em Firehouse Dog (2007), no qual interpretou Shane Fahey, filho de um bombeiro que faz amizade com um cachorro. Ele expressou seu prazer em trabalhar e se relacionar com os quatro cães diferentes que interpretaram seu co-estrela canino. O filme recebeu críticas mistas, embora os críticos fossem favoráveis a Hutcherson. Em 2008, ele apareceu no drama policial independente Winged Creatures (lançado em DVD) ao lado de Dakota Fanning, enquanto eles retratavam dois amigos adolescentes que sobreviveram a um massacre; e no filme Viagem ao Centro da Terra, uma adaptação cinematográfica em 3D do romance homônimo, onde retrata um adolescente que viaja para a Islândia com um tio que mal conhece, interpretado por Brendan Fraser. Nos dois anos seguintes, ele apareceu como um menino chamado Steve "Leopard" Leonard, que visita um show de horrores com seus amigos na ficção de vampiros adaptação cinematográfica do livro Cirque du Freak: O Aprendiz de Vampiro, e teve um papel coadjuvante no aclamado pela crítica  Minhas Mães e Meu Pai (2010), retratando o filho de um casal de lésbicas, interpretado por Annette Bening e Julianne Moore. De acordo com Kaleem Aftab do The Independent, seu papel no filme foi um ponto crucial em sua carreira e de vital importância para continuar atuando até a idade adulta. Hutcherson expressou gratidão por ter sido escalado para o filme, demonstrando satisfação com a intimidade e liberdade criativa que os filmes independentes oferecem em relação aos filmes de estúdio. O filme ganhou o Globo de Ouro de "Melhor Filme Musical ou Comédia" em 2011 e foi indicado para "Melhor Filme" na 83º edição do Oscar. Gregory Ellwood, do site de entretenimento HitFix, declarou: "O humor carismático de Hutcherson e seus instintos naturais brilham e é indiscutivelmente o primeiro filme em que ele prova que é mais do que apenas outro ator adolescente de aparência afiada."

### 2011–presente:Jogos Vorazese Reconhecimento
Em 4 de abril de 2011, a Lionsgate anunciou que Hutcherson havia sido escalado como Peeta Mellark no filme Jogos Vorazes, ao lado de Jennifer Lawrence como Katniss Everdeen, e Liam Hemsworth como Gale Hawthorne. Ele estava ansioso para conseguir o papel, sentindo que se relacionava com o personagem extremamente bem. Na preparação para as filmagens, ele teve que descolorir o cabelo e ganhar 7 quilos. Jennifer, de quem Josh se tornou muito amigo, sempre falou muito bem dele como ator; em relação ao seu retrato de Peeta Mellark, ela afirmou, "Ele é encantador, ele é doce, ele tem os pés no chão, ele é normal. Ele incorpora tudo isso e traz tudo para Peeta... ele tem todas essas grandes qualidades e cada uma delas aparece em cada linha que ele diz em voz alta como Peeta". Ele se tornou conhecido por suas pegadinhas no set, levando-o a um acidente enquanto ele lutava com Lawrence, que o chutou na cabeça, deixando-o inconsciente sem querer e causando uma concussão. O filme inicial, Jogos Vorazes, foi lançado em 23 de março de 2012 e se tornou um dos filmes de maior bilheteria do ano. Hutcherson recebeu um MTV Movie Awards de "Melhor Performance Masculina". Ele também foi premiado com o NewNowNext Awards de "Next mega Star". Peter Travers, da Rolling Stone, descreveu o retrato do ator dizendo: "Hutcherson traz humor e um coração ferido para um menino que precisa amadurecer rapidamente".

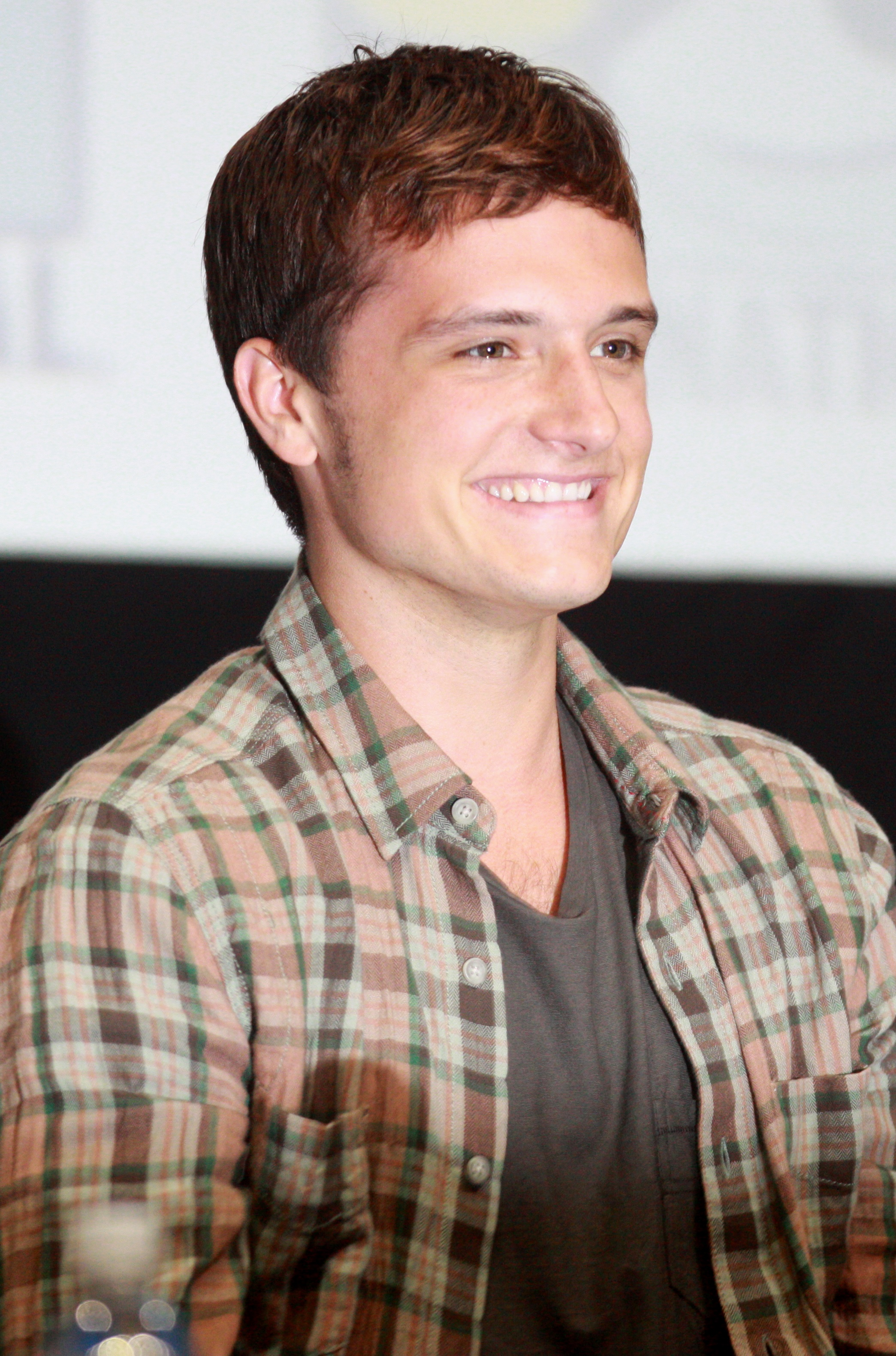
Josh na San Diego Comic-Con 2013

Entre conseguir o papel em Jogos Vorazes e o lançamento do filme, ele desempenhou um papel principal e atuou como produtor executivo em dois filmes: Detention (2011) e The Forger (2012). Em Detention, ele interpretou o papel do popular adolescente Clapton Davis em um filme cujo enredo foi comparado a The Breakfast Club, de 1985. Seu papel em The Forger foi como um órfão de 15 anos que se encontra em apuros até que o personagem de Alfred Molina vem em seu auxílio. O filme não foi bem recebido, mas a química dos atores juntos e sua atuação foi. Em seguida, ele reprisou seu papel como Sean Anderson na sequência Viagem 2: A Ilha Misteriosa. Hutcherson sempre foi vocal sobre seu desejo de trabalhar em filmes de todos os tipos de gêneros. Sobre a mudança da comédia dramática Minhas Mães e Meu Pai para Viagem 2, ele afirmou: "Para mim, eu gosto de fazer todos os tipos de filmes e deixar de ter aquele tipo de coisa incrível que eu amo fazer tanto com grandes personagens e um ótimo roteiro para um tipo maior de filme de estúdio, para cobrir todo o tipo de espectro de filmes é muito, muito legal". Embora o filme tenha sido amplamente criticado, se saiu bem comercialmente e seu desempenho foi bem recebido, Kofi Outlaw da Screenrant.com apreciou como Josh "faz um bom trabalho segurando a tela e retratando um protagonista em tantas camadas". Mais para o final de 2012, ele apareceu em Red Dawn, um remake do filme de 1984 de mesmo nome. O filme foi criticado pelos críticos, alcançando apenas 12 por cento de aprovação no Rotten Tomatoes, a pontuação mais baixa de qualquer filme em que Hutcherson atuou.
Em 2013, Josh deu a voz do personagem Nod no filme de ação e aventura em Epic, vagamente baseado no livro de William Joyce, The Leaf Men and the Brave Good Bugs. Com a aproximação das filmagens para a sequência de Jogos Vorazes, Jogos Vorazes: Em Chamas, ele recrutou o treinador de celebridades Bobby Strom para ajudá-lo em treinos de cinco horas por semana. O filme arrecadou US$ 420 milhões nas bilheterias norte-americanas, tornando-se seu filme de maior sucesso comercial. Todd Gilchrist, da IndieWire, declarou sobre a atuação do ator que "o talento amadurecido de Hutcherson alcança um paralelismo com a autoatualização do personagem, se mostrando mais sutil e mais autoconsciente com cada decisão resignada que ele toma em nome das pessoas que ele ama". Hutcherson recebeu seu segundo MTV Movie Award de "Melhor Performance Masculina" por seu papel na sequência.
Hutcherson novamente reprisou seu papel nas duas partes de longa-metragem da adaptação cinematográfica Jogos Vorazes: A Esperança – Parte 1, lançado em 21 de novembro de 2014, e Jogos Vorazes: A Esperança – O Final, lançado em 20 de novembro de 2015. Seu personagem passa por uma mudança significativa de personalidade nos filmes, o que lhe proporcionou um desafio de atuação; ele disse: "Estou nervoso em retratá-lo porque nunca fiquei louco antes em um filme". Emily Yahr, do The Washington Post, falou positivamente de sua atuação, dizendo "A expressão enlouquecida de Peeta certamente assombrará nossos pesadelos por um longo tempo", criticou seu retrato em relação às cenas com os outros personagens, dizendo que "pelo menos o Peeta capturado por Josh Hutcherson é visto principalmente em entrevistas com o apresentador de talk-show do acampamento de Stanley Tucci nas telas de TV... então o ator não pode trazer sua falta de urgência para as cenas com Jennifer Lawrence".

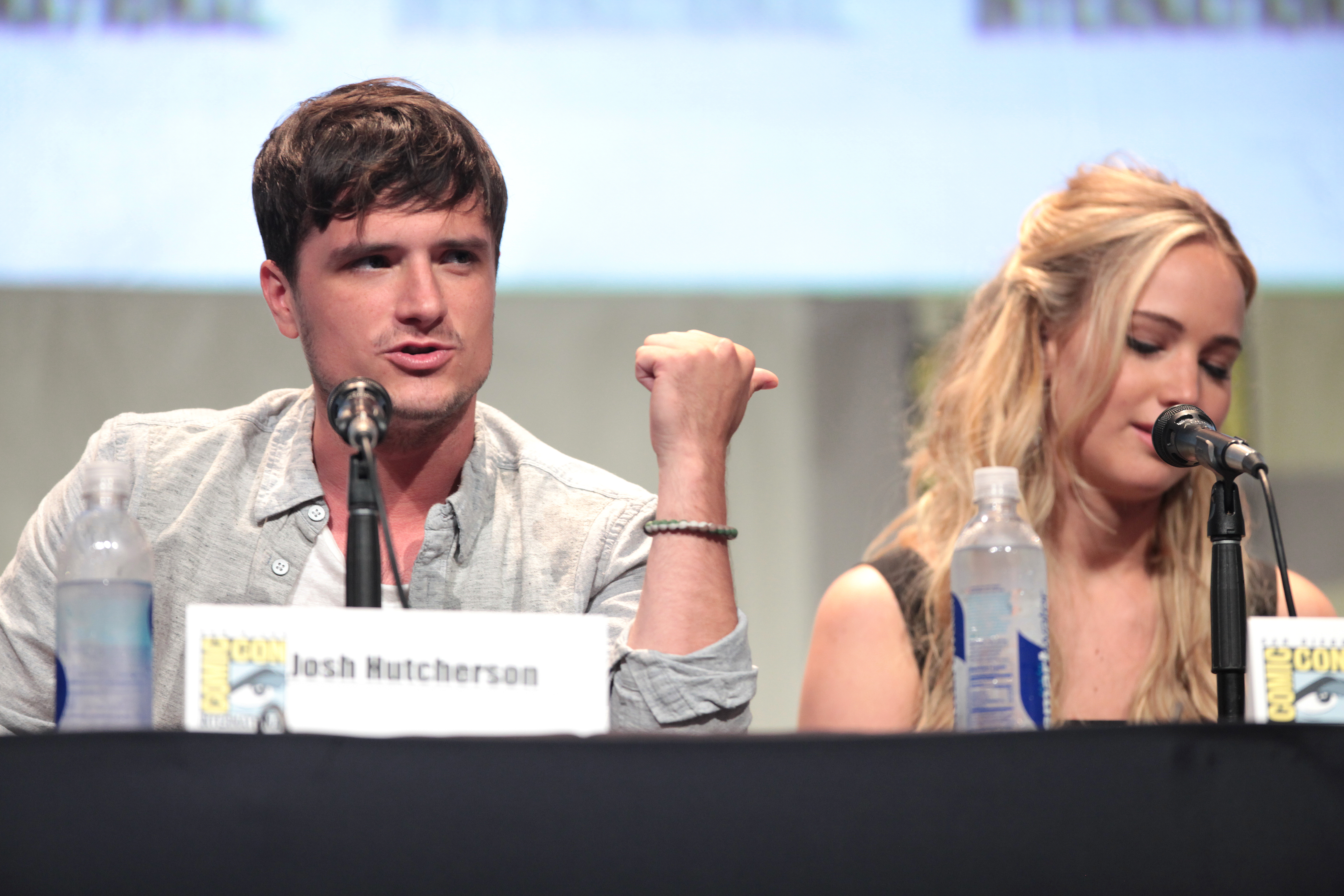
Hutcherson e Jennifer Lawrence na Comic-Con 2015.

Antes de filmar os dois últimos filmes de Jogos Vorazes, Josh filmou Escobar: Paraíso Perdido, um thriller franco-espanhol, que foi lançado em 16 de janeiro de 2015, nos Estados Unidos. Ele também atuou como produtor executivo do filme, ao lado de diretor estreante Andrea Di Stefano, auxiliando no lançamento e bloqueio de tiros. Hutcherson disse que a oportunidade "o deixou com muita vontade de fazer mais coisas desse tipo". Em fevereiro de 2017, Josh deu início a sua carreira como diretor ao dirigir o curta-metragem de drama Ape, além de ter dado vida ao personagem principal, o jovem Travis, que luta contra uma doença mental. No final de 2016, Hutcherson foi escalado pelo serviço de streaming Hulu a interpretar Josh Futterman na série de comédia Future Man, criada por Seth Rogen e Evan Goldberg. A série contou com três temporadas muito eletrizantes e foi finalizada em abril de 2020. Em novembro de 2020, foi divulgado que Hutcherson se juntaria ao ator Liev Schreiber na adaptação para o cinema do último romance de Ernest Hemingway, Across the River and Into the Trees. A estreia do filme ocorreu em março de 2022 no Sun Valley Film Festival.
Em dezembro de 2022, Josh foi anunciado no elenco do filme de adaptação da série de jogos eletrônicos Five Nights at Freddy's, juntamente com Matthew Lillard. O longa chegou aos cinemas em outubro de 2023 e foi um sucesso de bilheteria, sendo considerado um dos filmes de terror com melhor desempenho do ano. Já em janeiro de 2024, Hutcherson se juntou ao elenco do filme de ação e suspense, The Beekeeper. Em dezembro de 2025, Josh volta a dar vida ao personagem Mike Schmidt na sequência do filme Five Nights at Freddy's 2.

## Vida pessoal
Josh citou o ator Jake Gyllenhaal como uma inspiração, admirando a maneira como Gyllenhaal "seguiu sua carreira e o tipo de trabalho que assumiu". Ele nomeou o ator, diretor e produtor Philip Seymour Hoffman como outra de suas inspirações. Hutcherson atualmente vive em Los Angeles, Califórnia e em maio de 2012, ele comprou a antiga casa do Heath Ledger, localizada em Laurel Canyon, Hollywood Hills; uma pequena fazenda construída em 1951. Ele afirma que sua fama não o mudou como pessoa, afirmando: "Eu amo meu trabalho mais do que qualquer coisa no mundo e eu nunca poderia imaginar fazer outra coisa. Portanto, tudo isso é um preço muito pequeno a pagar em comparação com alguém que precisa ir a um escritório para trabalhar".
Como aliado conhecido da comunidade LGBT, Hutcherson defende a campanha da aliança gay-heterossexual "Straight But Not Narrow", que em português seria algo como "Hetero, mas não mente fechada". Seu envolvimento com a comunidade LGBT deriva de seus laços familiares; dois de seus tios gays morreram de doenças relacionadas à AIDS. Em abril de 2012, ele se tornou o mais jovem ganhador do Vanguard Award do GLAAD, concedido por promover direitos iguais para as pessoas LGBT.
Quanto a relacionamentos, Josh namorou com a atriz Shannon Wada entre os anos de 2003 a 2006, quando ele tinha apenas 11 anos de idade. De janeiro de 2008 a março de 2009, ele namorou com a atriz e cantora Victoria Justice. Na época, os dois participaram de vários eventos públicos juntos, como o Teen Choice Awards de 2009 e o Scream Awards da Spike TV. O próximo relacionamento de Hutcherson foi com a cantora Rochelle Danishei, entre os anos de 2009 a 2011. Inclusive, o disco dela intitulado End of Rainbow, possuí várias canções relacionadas ao namoro dos dois. Durante o ano de 2011, Josh manteve um breve relacionamento com a atriz Vanessa Hudgens. Os dois se conheceram nas filmagens de Viagem 2: A Ilha Misteriosa, mas na estreia do filme já não estavam mais juntos. Mas quem pareceu fisgar o coração de Hutcherson foi a atriz espanhola Claudia Traisac. Os dois se conheceram em 2013 nas gravações do filme Escobar: Paraíso Perdido, mas só vieram assumir o namoro publicamente em 2015. O relacionamentos dos dois continua firme e forte, e mesmo com a distância, ambos sempre dão um jeitinho de passarem um tempo juntos.

## Filmografia

### Cinema
| Ano  | Título                                   | Título no Brasil                             | Papel           | Notas                                           |
| ---- | ---------------------------------------- | -------------------------------------------- | --------------- | ----------------------------------------------- |
| 2003 | American Splendor                        |                                              | Robin           |                                                 |
| 2004 | Motocross Kids                           | Motocross - A Aventura                       | TJ              |                                                 |
| 2004 | The Polar Express                        | O Expresso Polar                             | Hero Boy        | Voz (animação)                                  |
| 2005 | One Last Ride                            | Aposta Final                                 | Joey            |                                                 |
| 2005 | Kicking & Screaming                      | Papai Bate um Bolão                          | Bucky Weston    |                                                 |
| 2005 | Howl's Moving Castle                     |                                              | Markl           | Voz (versão em inglês)                          |
| 2005 | Little Manhattan                         | ABC do Amor                                  | Gabe Burton     | Protagonista                                    |
| 2005 | Zathura: A Space Adventure               | Zathura: Uma Aventura no Espaço              | Walter          | Protagonista                                    |
| 2006 | RV                                       | Férias no Trailer                            | Carl Munro      |                                                 |
| 2007 | Bridge to Terabithia                     | Ponte para Terabítia                         | Jess Aarons     | Protagonista                                    |
| 2007 | Firehouse Dog                            | O Cachorro Bombeiro                          | Shane Fahey     | Protagonista                                    |
| 2008 | Winged Creatures                         | O Efeito da Fúria                            | Jimmy Jaspersen | Protagonista                                    |
| 2008 | Journey to the Center of the Earth       | Viagem ao Centro da Terra                    | Sean Anderson   | Protagonista                                    |
| 2009 | Cirque du Freak: The Vampire's Assistant | Circo dos Horrores - O Aprendiz de Vampiro   | Steve           | Elenco principal                                |
| 2010 | The Kids Are All Right                   | Minhas Mães e Meu Pai                        | Laser           | Elenco principal                                |
| 2010 | The Third Rule                           |                                              | Chuck           | Curta-metragem                                  |
| 2011 | Detention                                | Pânico na Escola                             | Clapton Davis   | Também como produtor executivo                  |
| 2012 | Journey 2: The Mysterious Island         | Viagem 2: A Ilha Misteriosa                  | Sean Anderson   | Protagonista                                    |
| 2012 | The Hunger Games                         | Jogos Vorazes                                | Peeta Mellark   | Protagonista                                    |
| 2012 | 7 días en La Habana                      | 7 Dias em Havana                             | Teddy Atkins    | Elenco principal                                |
| 2012 | The Forger                               | O Falsificador                               | Joshua Mason    | Também como produtor executivo                  |
| 2012 | Red Dawn                                 | Amanhecer Violento                           | Robert Kitner   |                                                 |
| 2013 | Epic                                     | Reino Escondido                              | Nod             | Voz (animação)                                  |
| 2013 | The Hunger Games: Catching Fire          | Jogos Vorazes: Em Chamas                     | Peeta Mellark   | Protagonista                                    |
| 2014 | Escobar: Paradise Lost                   | Escobar: Paraíso Perdido                     | Nick Brady      | Também como produtor executivo                  |
| 2014 | The Hunger Games: Mockingjay – Part 1    | Jogos Vorazes: A Esperança – Parte 1         | Peeta Mellark   | Protagonista                                    |
| 2015 | The Hunger Games: Mockingjay – Part 2    | Jogos Vorazes: A Esperança – O Final         | Peeta Mellark   | Protagonista                                    |
| 2015 | The Rusted                               |                                              | Max             | Curta-metragem (Também como produtor executivo) |
| 2016 | In Dubious Battle                        | Batalha Incerta                              | Vinnie          |                                                 |
| 2017 | Ape                                      |                                              | Travis          | Curta-metragem (Também como diretor)            |
| 2017 | The Disaster Artist                      | O Artista do Desastre                        | Philip Haldiman |                                                 |
| 2017 | Tragedy Girls                            | As Garotas da Tragédia                       | Toby Mitchell   |                                                 |
| 2018 | Elliot the Littlest Reindeer             | Elliot – Uma História de Natal               | Elliot          | Voz (animação)                                  |
| 2019 | Burn                                     | Uma Noite Infernal                           | Billy           |                                                 |
| 2020 | Rita                                     |                                              | Ricco           | Filme para a TV                                 |
| 2022 | Across the River and Into the Trees      |                                              | Jackson         |                                                 |
| 2023 | 57 Seconds                               |                                              | Franklin Fox    | Protagonista                                    |
| 2023 | Five Nights at Freddy's                  | Five Nights at Freddy's - O Pesadelo Sem Fim | Mike Schmidt    | Protagonista                                    |
| 2024 | The Beekeeper                            | Beekeeper - Rede de Vingança                 | Derek Danforth  | Elenco principal                                |
| 2024 | Long Gone Heroes                         |                                              | David           |                                                 |
| 2025 | Five Nights at Freddy's 2                |                                              | Mike Schmidt    | Protagonista                                    |

### Televisão
| Ano       | Título                   | Papel                        | Notas                                         |
| --------- | ------------------------ | ---------------------------- | --------------------------------------------- |
| 2002      | Becoming Glen            | Glen (jovem)                 | Episódio piloto                               |
| 2002      | House Blend              | Nicky Harper                 | Episódio piloto                               |
| 2002      | ER                       | Matt                         | Episódio: "First Snowfall"                    |
| 2003      | The Division             | Matthew Inwood               | Episódio: "Till Death Do Us Part"             |
| 2003      | Miracle Dogs             | Charlie Logan                | Telefilme                                     |
| 2003      | Wilder Days              | Chris Morse                  | Telefilme                                     |
| 2003      | Line of Fire             | Donny Rawlings               | Episódio: "Take the Money and Run"            |
| 2004      | Eddie's Father           | Eddie Corbett                | Episódio piloto                               |
| 2004      | Party Wagon              | Toad E. Bartley (voz)        | Telefilme                                     |
| 2004      | Justice League Unlimited | Van-El / Bruce Wayne (jovem) | Episódio: "For the Man Who Has Everything"    |
| 2012      | Punk'd                   | Ele mesmo                    | Episódio: "Lucy Hale"                         |
| 2013      | Saturday Night Live      | Host                         | Episódio: "Josh Hutcherson/Haim"              |
| 2014      | Face Off                 | Guest judge                  | Episódio: "Let The Games Begin"               |
| 2017–2020 | Future Man               | Josh Futterman               | Protagonista                                  |
| 2019–2023 | Ultraman                 | Shinjiro Hayata              | Voz (versão em inglês)                        |
| 2019      | Paquita Salas            | Ryan                         | 3ª temporada, episódio 5: "Bailes Regionales" |
| 2025      | O Estúdio                | Josh                         | Episódio: "The Pediatric Oncologist"          |

### Vídeos de músicas
| Ano  | Título      | Artista                       | Notas                       | Ref.   |
| ---- | ----------- | ----------------------------- | --------------------------- | ------ |
| 2016 | Middle      | DJ Snake ft. Bipolar Sunshine | Super Herói                 | [ 81 ] |
| 2018 | Worst Nites | Foster the People             | Co-dirigido com Mark Foster |        |

## Prêmios e Indicações
Durante a primeira etapa da carreira de ator de Hutcherson, ele recebeu oito indicações ao Young Artist Awards, quatro das quais ganhou. Ele e o elenco de The Kids Are All Right, de 2010, receberam oito indicações para "Melhor Elenco" ou "Melhor Conjunto" por oito premiações diferentes, incluindo SAG-AFTRA e Broadcast Film Critics Association. Em Jogos Vorazes, Hutcherson e seus colegas de elenco foram indicados a dez prêmios, vencendo oito deles, incluindo o "Breakthrough Performer of the Year" da Associação Nacional dos Proprietários de Teatro e o "Next Mega Star" da Logo TV, ambos em 2012.
| Ano  | Categoria                                                         | Premiação                                     | Filme                                 | Resultado |
| ---- | ----------------------------------------------------------------- | --------------------------------------------- | ------------------------------------- | --------- |
| 2004 | Melhor Performance em um Filme de TV, Minisérie ou Especial       | Young Artist Awards                           | Wilder Days                           | Indicado  |
| 2005 | Melhor Performance em um Filme                                    | Young Artist Awards                           | Motocross Kids                        | Indicado  |
| 2005 | Elenco Jovem Marcante                                             | Special Awards                                | The Polar Express                     | Venceu    |
| 2006 | Melhor Performance em um Filme                                    | Young Artist Awards                           | Zathura: Uma Aventura Espacial        | Venceu    |
| 2006 | Melhor Performance de Ator Jovem                                  | Saturn Awards                                 | Zathura: Uma Aventura Espacial        | Indicado  |
| 2007 | Melhor Performance em um Filme                                    | Young Artist Awards                           | Férias no Trailer                     | Indicado  |
| 2008 | Melhor Performance em um Filme                                    | Young Artist Awards                           | Ponte para Terabítia                  | Venceu    |
| 2008 | Melhor Performance de Ator Jovem                                  | Saturn Awards                                 | Ponte para Terabítia                  | Indicado  |
| 2009 | Melhor Performance em um Filme                                    | Young Artist Awards                           | Viagem ao Centro da Terra             | Venceu    |
| 2010 | Ator Revelação em Cinema                                          | Breakthrough Of The Year Awards               | Minhas Mães e Meu Pai                 | Venceu    |
| 2010 | Melhor Elenco Principal                                           | Screen Actors Guild Awards                    | Minhas Mães e Meu Pai                 | Indicado  |
| 2010 | Melhor Elenco Principal                                           | Central Ohio Film Critics Association Awards  | Minhas Mães e Meu Pai                 | Indicado  |
| 2010 | Melhor Elenco Principal                                           | Broadcast Film Critics Association Award      | Minhas Mães e Meu Pai                 | Indicado  |
| 2010 | Melhor Elenco Principal                                           | Gotham Awards                                 | Minhas Mães e Meu Pai                 | Indicado  |
| 2010 | Melhor Elenco Principal                                           | Washington D.C. Area Film Critics Association | Minhas Mães e Meu Pai                 | Indicado  |
| 2010 | Melhor Elenco Principal                                           | Las Vegas Film Critics Society                | Minhas Mães e Meu Pai                 | Indicado  |
| 2010 | Melhor Elenco Principal                                           | Las Vegas Film Critics Society                | Minhas Mães e Meu Pai                 | Indicado  |
| 2012 | Melhor Performance Masculina                                      | MTV Movie Awards                              | The Hunger Games                      | Venceu    |
| 2012 | Melhor Luta (com Jennifer Lawrence e Alexander Ludwig)            | MTV Movie Awards                              | The Hunger Games                      | Venceu    |
| 2012 | Melhor beijo na boca (com Jennifer Lawrence)                      | MTV Movie Awards                              | The Hunger Games                      | Indicado  |
| 2012 | Próxima Mega-Estrela                                              | NewNowNext Awards                             | The Hunger Games                      | Venceu    |
| 2012 | Melhor química em filmes (com Jennifer Lawrence e Liam Hemsworth) | People’s Choice Awards                        | The Hunger Games                      | Venceu    |
| 2012 | Melhor beijo na boca em filmes (com Jennifer Lawrence)            | Teen Choice Awards                            | The Hunger Games                      | Venceu    |
| 2012 | Ator escolhido em filmes de Ficção Científica ou Fantasia         | Teen Choice Awards                            | The Hunger Games                      | Venceu    |
| 2012 | Melhor luta em filmes (com Jennifer Lawrence e Alexander Ludwig)  | Teen Choice Awards                            | The Hunger Games                      | Indicado  |
| 2013 | Melhor Performance Masculina                                      | MTV Movie Awards                              | The Hunger Games: Catching Fire       | Venceu    |
| 2013 | Melhor luta em filmes (com Jennifer Lawrence e Sam Claflin)       | MTV Movie Awards                              | The Hunger Games: Catching Fire       | Indicado  |
| 2013 | Melhor beijo na boca (com Jennifer Lawrence)                      | Teen Choice Awards                            | The Hunger Games: Catching Fire       | Indicado  |
| 2013 | Ator escolhido em filmes de Ficção Científica ou Fantasia         | Teen Choice Awards                            | The Hunger Games: Catching Fire       | Venceu    |
| 2013 | Melhor trio (com Jennifer Lawrence e Liam Hemsworth)              | Young Hollywood Awards                        | The Hunger Games: Catching Fire       | Indicado  |
| 2014 | Melhor performance                                                | MTV Movie Awards                              | The Hunger Games: Catching Fire       | Venceu    |
| 2014 | Ator escolhido em filmes de Ficção Científica ou Fantasia         | Teen Choice Awards                            | The Hunger Games: Catching Fire       | Venceu    |
| 2015 | Ator escolhido em filmes de Ficção Científica ou Fantasia         | Teen Choice Awards                            | The Hunger Games: Mockingjay - Part 1 | Venceu    |
| 2016 | Ator escolhido em filmes de Ficção Científica ou Fantasia         | Teen Choice Awards                            | The Hunger Games: Mockingjay - Part 2 | Indicado  |